# Дгармічні релігії

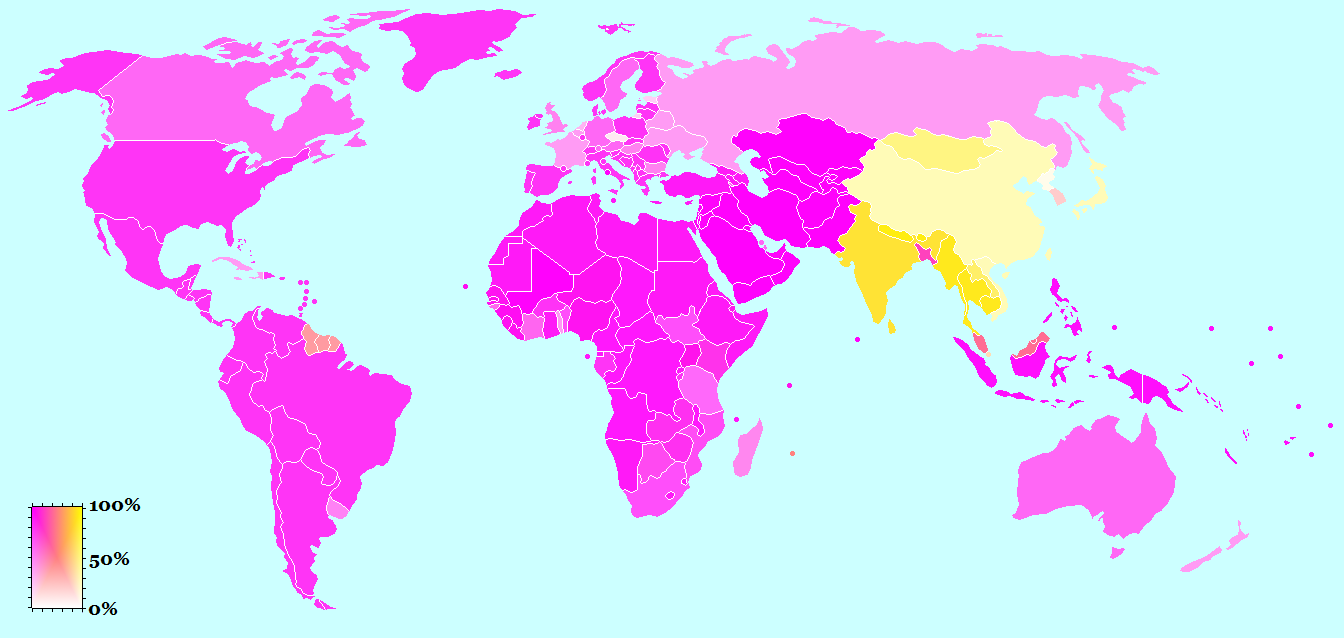
Мапа, що показує поширення авраамічних (рожевий) і дгармічних (жовтий) релігій на Землі

Дгармі́чні релі́гії — релігійні системи, що вкорінені в індійській релігійно-філософській традиції. Основною концепцією їх є віра в дгарму (дхарму) — універсальний закон буття. Слово «дгарма», буквально — «те, що утримує або підтримує» (від кореня дгр — «тримати»), зазвичай перекладається як «закон». Термін «дгарма» в індійській філософії і релігії застосовується також у загальнішому значенні — як шлях благочестя.
Практично всі дгармічні релігії приймають як базову концепцію кармічної низки перероджень (переселення душ). Дгармічним релігіям зазвичай протиставляють авраамітичні (авраамічні) релігії з притаманною їм вірою в особистого Творця та Його об'явлення людині.
До найдавніших і найвідоміших дгармічних релігій відносять:
- Індуїзм
- Джайнізм
- Буддизм
- Сикхізм